# Notre-Dame-du-Pré
 Notre-Dame-du-Pré  es una población y comuna francesa, en la región de Ródano-Alpes, departamento de Saboya, en el distrito de Albertville y cantón de Moûtiers.

## Demografía
| 397 | 382 | 352 | 281 | 270 | 272 |
| Para los censos de 1962 a 1999 la población legal corresponde a la población sin duplicidades (Fuente: INSEE [Consultar]) |     |     |     |     |     |